# Stromateus fiatola
Il fieto (Stromateus fiatola) è un pesce di mare della famiglia Stromateidae.

## Distribuzione e habitat
È presente dal golfo di Guascogna meridionale al Sudafrica (coste del Natal).
Vive in modo pelagico ma difficilmente in mare veramente aperto. Si trattiene per lo più sulla piattaforma continentale, in acque superficiali.

## Descrizione
Questo pesce può essere superficialmente simile ad alcuni carangidi come la leccia stella o la leccia fasciata dato che ha corpo alto e compresso, pinna dorsale (unica mentre i Carangidae ne hanno due) e pinna anale lunghe e simmetriche e pinna caudale profondamente forcuta ma presenta altri caratteri assolutamente inconfondibili come l'assenza (nell'adulto) di pinne ventrali, il muso brevissimo ed arrotondato con bocca molto piccola, piccole squame caduche. 

La livrea è grigio azzurro sul dorso e argentata sui fianchi, che sono cosparsi di macchie marroni dorate allungate. Le pinne danno sul grigio e l'iride è dorata. 

Raggiunge 50 cm di lunghezza.

## Alimentazione
È un pesce predatore ma più che altri pesci cattura celenterati come meduse e tunicati planctonici come le Salpe.

## Riproduzione
Primaverile-estiva. I giovani sono diversi dagli adulti, hanno le pinne ventrali e la colorazione ha delle vistose fasce verticali scure.

## Biologia
È una specie solitaria. I giovani sono strettamente legati alle meduse, nei cui pressi sempre si rinvengono. Sembra che siano immuni al loro veleno.

## Pesca
Occasionale, sia con reti che con lenze a traina. Le carni sono buone.